# Museo Pilgrim Hall
El museo Pilgrim Hall, inaugurado en 1824 en Plymouth (Massachusetts), es el más antiguo de los museos públicos de Estados Unidos que ha funcionado ininterrumpidamente. Está dirigido por la Sociedad de los Padres Peregrinos, fundada en 1820, y dedicado a la historia de los Padres peregrinos y la Colonia de Plymouth. Contiene colecciones de artesanía, una biblioteca y archivos. El edificio fue diseñado por Alexander Parris. El museo está abierto todos los días de 10:00 a 17:00 horas.